# Kościół św. Klemensa w Czerminie
Kościół świętego Klemensa – rzymskokatolicki kościół parafialny należący do parafii pod tym samym wezwaniem (dekanat Mielec Północ diecezji tarnowskiej).

## Historia
Jest to świątynia wybudowana w 1630 roku, następnie została rozbudowana o prezbiterium w 1653 roku. Ponownie została powiększona o kaplice boczne w 1721 roku. W XIX wieku dostawione zostały jeszcze przedsionki. Wcześniej, bo w 1750 roku, budowla została konsekrowana przez Michała Ignacego Kunickiego, sufragana krakowskiego.

## Architektura
Kościół reprezentuje styl barokowy, jest budowlą murowaną i otynkowaną. Składa się z trzyprzęsłowej nawy oraz z węższego, dwuprzęsłowego prezbiterium, zwieńczonego półkoliście apsydą. Po obu bokach nawy znajduje się para symetrycznych, sześciokątnych kaplic nakrytych sklepieniami kopulastymi i spłaszczonymi dachami kopulastymi. Natomiast od stron: północnej i zachodniej są dostawione kruchty. Przy prezbiterium od strony północnej dobudowana jest zakrystia. Ściany na zewnątrz posiadają podziały pilastrowe, elewacja wschodnia jest zwieńczona szczytem ujętym pilastrami i spływami wolutowymi. Świątynia posiada dachy dwuspadowe, pokryte blachą, z wieżyczką na sygnaturkę, umieszczoną nad nawą, ośmiokątną z latarnią. We wnętrzu znajdują się sklepienia kolebkowe z lunetami, w nawie, oparte na gurtach spływających na pilastry, między którymi są umieszczone półkoliste wnęki. Tęcza zamknięta jest także półkoliście. Chór muzyczny jest podparty dwoma filarami arkadowymi. Z prezbiterium do zakrystii przechodzi się przez portal w stylu barokowym, powstały około 1630 roku. Polichromia wnętrza o motywach figuralnych i ornamentalnych, wykonana została w 1934 roku przez Jerzego Baranowskiego.

## Wyposażenie i wystrój
Ołtarz główny w stylu neobarokowym powstał w XIX wieku i jest ozdobiony obrazami: Matki Boskiej namalowanym w XIX wieku, umieszczonym w sukience drewnianej oraz św. Klemensa powstałym w 1946 roku Dwa ołtarze boczne umieszczone przy tęczy, w stylu barokowym, pochodzą z połowy XVII wieku, w lewym znajdują się obrazy barokowe namalowane w XVIII wieku: Matka Boska Różańcowa i św. Trójca w zwieńczeniu, w prawym znajduje się obraz Serca Pana Jezusa namalowany zapewne w XIX wieku oraz w zwieńczeniu obraz św. Alojzego, barokowy, namalowany w XVIII wieku. Krucyfiks w tęczy w stylu barokowym pochodzi z XVII wieku. Chrzcielnica z marmuru, w stylu późnobarokowym, pochodzi z XVIII wieku. Lawaterz miedziany, w stylu barokowym, wykonany został na przełomie XVII i XVIII wieku. Organy o 9 głosach wykonał około 1890 roku lwowski organmistrz Jan Śliwiński.